# Cumbal
Cumbal ist eine Gemeinde (municipio) im Departamento Nariño in Kolumbien.

## Geografie
Cumbal liegt in der Provinz Obando im Departamento de Nariño auf einer Höhe von 3050 m ü. NN, 120 km von Pasto entfernt in der Westkordillere der kolumbianischen Anden und hat eine Durchschnittstemperatur von 10° C. Die Gemeinde ist geprägt von den Tälern der Flüsse Río Blanco, Río Carchi, Río Cainacan – San Juan, Río Blanco – Vegas und Río Miraflores. Zudem befinden sich auf dem Gebiet der Gemeinde die Laguna de Cumbal und die Vulkane Cumbal und Chiles. Die Gemeinde grenzt im Norden an Guachucal, Mallama und Ricaurte, im Osten an Cuaspud und Guachucal, im Süden an die Provinz Carchi in Ecuador und im Westen an Ricaurte und die Provinz Carchi in Ecuador.

## Bevölkerung
Die Gemeinde Cumbal hat 40.492 Einwohner, von denen 9164 im städtischen Teil (cabecera municipal) der Gemeinde leben (Stand: 2019).

## Geschichte
Cumbal wurde ursprünglich 1529 vom indigenen Kaziken Cumbe gegründet. Bis 1711 bestand der Ort aus nur neun Hütten mit Strohdächern. Seit 1911 hat Cumbal den Status einer Gemeinde. Cumbal wurde 1923 von einem Erdbeben zerstört und daraufhin erneut aufgebaut, weswegen in der Geschichte des Ortes zwischen dem alten und dem neuen Cumbal unterschieden wird. Als Gründungsdatum für das neue Cumbal wird 1925 angegeben.

## Wirtschaft
Die wichtigsten Wirtschaftszweige von Cumbal sind Landwirtschaft und Tierhaltung.

## Söhne und Töchter der Stadt
- Julio Enrique Prado Bolaños (* 1943), Bischof von Pasto (1995– )